# Johannes von Matha

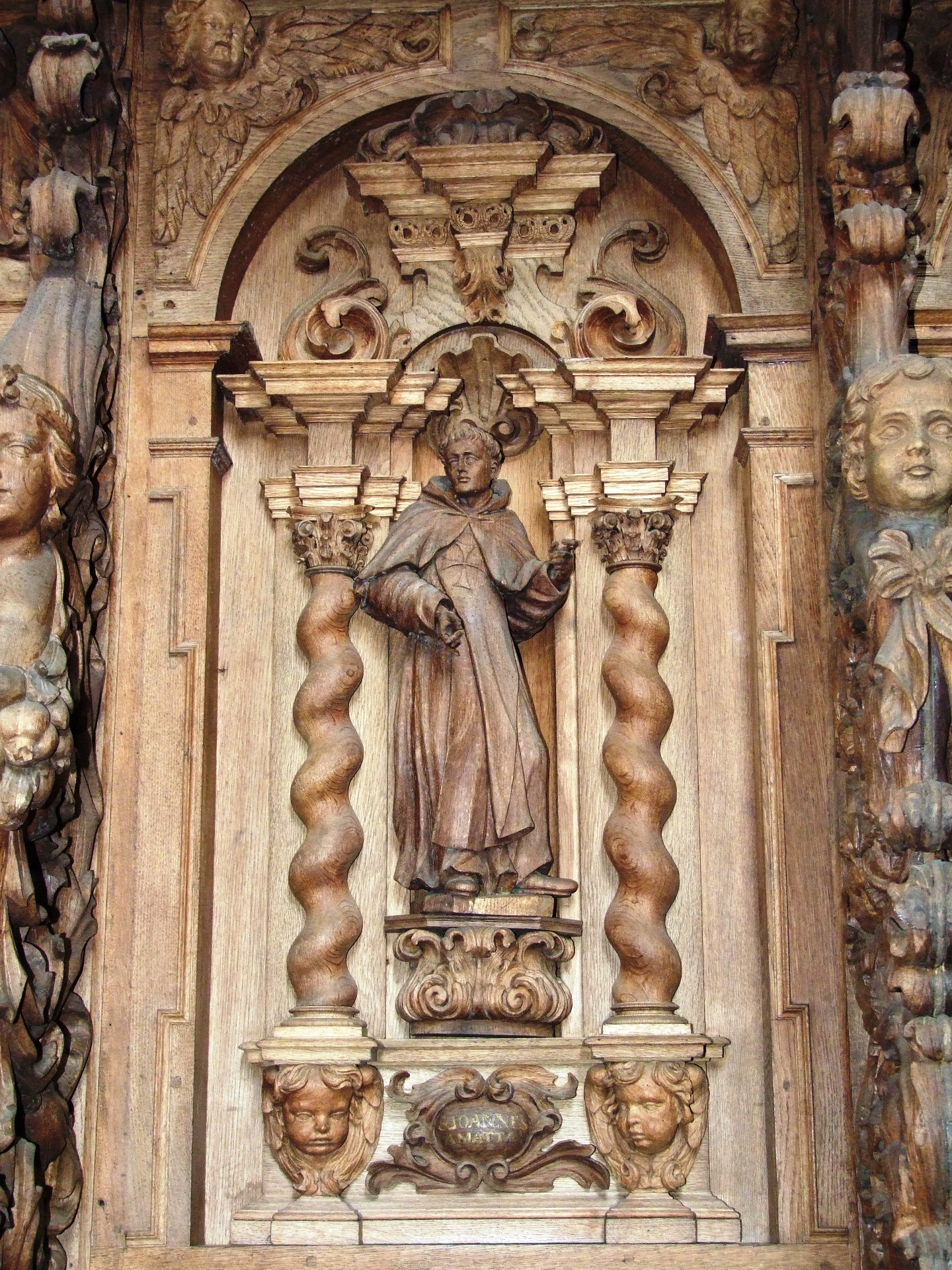
Johannes von Matha im Buxheimer Chorgestühl von Ignaz Waibel

Johannes von Matha (* 1154 in Faucon-de-Barcelonnette; † 17. Dezember 1213 in Rom) war einer der Gründer des Trinitarierordens. 1694 wurde er von Papst Innozenz XII. heiliggesprochen.

## Leben
Johannes studierte Theologie in Paris, promovierte und empfing 1185 die Priesterweihe. Später schloss er sich dem Eremiten Felix von Valois (1127–1212) an, mit dem zusammen er 1198 den Trinitarierorden gründete, der in der Zeit der Kreuzzüge Christen aus der Gefangenschaft der Sarazenen befreite.
Johannes von Matha lebte die letzten Jahre in Rom als Einsiedler in einem Raum des Dolabella-Bogens. Später wurde er in der danebenliegenden Kirche San Tommaso in Formis beigesetzt, seine Reliquien wurden jedoch 1665 nach Spanien entführt. Sie wurden in der Trinitarierkirche in Madrid beigesetzt und 1966 nach Salamanca gebracht, wo sich der durch die Museo Arqueológico Nacional de España restaurierte Sarg in der ihm geweihten Ordenskirche San Juan de Mata befindet. Eine Schulterreliquie befindet sich in der Trinitarierkirche San Crisogono in Rom. Sein Gedenktag ist der 17. Dezember.
Auf der Karlsbrücke in Prag sind die hll. Johannes von Matha, Felix von Valois und Iwan und einem Sarazenen als Skulpturengruppe dargestellt. Das Kunstwerk stammt von dem Bildhauer Ferdinand Maximilian Brokoff.
Ob Johannes von Matha tatsächlich existiert hat, ist dringend zu hinterfragen. Die Aufzeichnungen der Trinitarier nehmen von ihrem "Gründer" keine Notiz und seine Ordensbrüder haben ihn im Hochmittelalter nicht in ihren Festkalender aufgenommen. Ihre Bemühungen, ihn, und damit sich selbst, zu würdigen, setzen erst im 17. Jahrhundert ein. Vergleiche auch den Artikel zu Felix von Valois, dem anderen "Gründer" der Trinitarier.